# Jack și hoțul în piramidă
„Jack și hoțul în piramidă” este al treizeci și nouălea episod al serialului de desene animate Samurai Jack.

## Subiect
Un trib pe care Jack îl salvase îl îndrumă către un cristal fermecat, pe care Aku îl păstra într-o piramidă, păzit de gărzi și capcane. Cristalul l-ar putea întoarce pe Jack înapoi în timp.
Îmbrăcat cu un costum negru de ninja, Jack forțează intrarea în piramidă pentru a captura cristalul. Dar nu este singurul care vrea cristalul: un hoț dotat cu dispozitive sofisticate pătrunde și el în labirintul piramidei, pe altă ușă. Amândoi depășesc aceleași capcane, fiecare în felul lui. Jack ajunge primul la cristal, dar hoțul îl previne că dacă încearcă să-l sustragă pur și simplu, sistemul de protecție al cristalului îi va vaporiza mâinile și va declanșa alarma. Hoțul folosește un dispozitiv special cu care sustrage cristalul, dar alarma se declanșează totuși, activând gărzile robotice.
Cei doi intruși încearcă să scape de gărzi, luptându-se cu ele sau fugind prin diverse coridoare și săli. La un moment dat, hoțul fuge singur cu cristalul, abandonându-l pe Jack încercuit de gărzi și fără nicio cale de scăpare. Dar după ceva timp, hoțul se întoarce, deschide o ieșire prin tavan și îl salvează pe Jack. Ajunși pe piramidă, cei doi se ciondănesc pe cristal, dar flăcările dinăuntru izbucnesc către ei, Jack îl împinge pe hoț și acesta scapă cristalul, care o ia la vale. Amândoi sfârșesc într-un morman de nisip, cristalul aterizează între ei, dar crapă și se sparge în bucățele.